# Sportpark Johannisau
Le Sportpark Johannisau est un stade omnisports allemand (servant principalement pour le football) situé dans la ville de Fulda, en Hesse.
Le stade, doté de 18 000 places et inauguré en 1957, sert d'enceinte à domicile à l'équipe de football du SG Barockstadt Fulda-Lehnerz, ainsi qu'à l'équipe d'athlétisme du LG Fulda.

## Histoire
Le stade est inauguré en 1957 (sur les lieux de l'ancien stade inauguré en 1923) lors d'une défaite 2-0 des locaux du Borussia Fulda contre l'Eintracht Francfort.
Il dispose également d'un court de tennis.
Pour des raisons de sécurité, le nombre de visiteurs est ramené à 25 000 au début des années 1970 et à 22 000 au début des années 1980.
Le record d'affluence au stade est de 26 000 spectateurs lors d'une défaite 2-0 entre le Borussia Fulda et le Hessen Kassel en 1963.
Le stade est rénové entre 2015 et 2017.

## Événements
- 4 - 6 juillet 2003 : Championnats d'Allemagne juniors d'athlétisme & championnat d'Allemagne de relais